# Martin Bircher
Martin Bircher (* 3. Juni 1938 in Zürich; † 9. Juli 2006 ebenda) war ein Schweizer Barockforscher, Buchhistoriker, Sammler und Hochschullehrer.

## Herkunft und Werdegang
Bircher entstammt der Zürcher Familie Bircher-Benner (sein Großvater Maximilian ist Namensgeber des Bircher Müesli). Er studierte Germanistik, Anglistik und Kunstgeschichte an der Universität Zürich und promovierte 1965 mit einer Arbeit über Johann Wilhelm von Stubenberg (1619–1663) bei Max Wehrli. Seit 1968 lehrte er an der McGill University/Montreal (Kanada) am Department of German Studies. Nach einem Forschungsaufenthalt in Wolfenbüttel wurde er 1978 Leiter der Abteilung „Erforschung des 17. Jahrhunderts“ an der Herzog August Bibliothek in Wolfenbüttel. In dieser Funktion koordinierte er die Forschungsprojekte zur Barockzeit, gab die Wolfenbütteler Barock-Nachrichten heraus, organisierte Kongresse, Ausstellungen und veröffentlichte zahlreiche Beiträge zur Literatur des 17. Jahrhunderts.
An der Universität Zürich, die ihn 1982 zum Titularprofessor ernannte, hielt er regelmäßig Lehrveranstaltungen. Für nur kurze Zeit (1992) war er Direktor des Goethe-Nationalmuseums in Weimar.
1996 zog es ihn wieder in seine Heimat, diesmal an den Genfersee, als Direktor der Fondation Martin Bodmer und Leiter der Bibliotheca Bodmeriana in Cologny bei Genf. Als leidenschaftlicher Büchersammler redigierte er die Zeitschrift Librarium –  und er konnte in Wolfenbüttel, Münster und Zürich seine eigene Sammlung von Büchern, Autographen und Porträts aus dem Umfeld der ersten deutschen Sprachgesellschaft (Katalog 1992) ausstellen, die er später an die Bibliothek der University of California, Berkeley verkaufte (nicht ohne bereits erneut Pretiosen der Literatur zu sammeln).
Drei Jahre nach seinem Abschied von Genf-Cologny ist er in Zürich einem Krebsleiden erlegen. Er wurde auf dem Waldfriedhof von Islen bei Davos begraben.

## Forschungsschwerpunkte
Schwerpunkte Birchers waren die deutsche Barockliteratur, und hier besonders auch die Fruchtbringende Gesellschaft, sowie die Edition von (vergessenen) Texten dieser Zeit, die Buch- und Kunstgeschichte. Aber er war auch mit der Shakespeare-Forschung vertraut, mit den aus Zürich stammenden oder in Zürich wirkenden Autoren des 18. Jahrhunderts (Salomon Gessner, Johann Heinrich Füssli) – und Stefan Zweig oder Else Lasker-Schüler.

## Schriften
- Johann Wilhelm von Stubenberg (1619–1663) und sein Freundeskreis. Studien zur österreichischen Barockliteratur protestantischer Edelleute. Berlin 1968.
- Deutsche Drucke des Barock 1600–1720 in der Herzog August Bibliothek. 46 Bde. (fortgesetzt von Thomas Bürger). Wolfenbüttel 1977–1996.
- Im Garten der Palme. Kleinodien aus dem unbekannten Barock: Die Fruchtbringende Gesellschaft und ihre Zeit (zus. mit Christian Juranek). Berlin 1992.
- Spiegel der Welt: Handschriften und Bücher aus drei Jahrtausenden. Eine Ausstellung der Fondation Martin Bodmer Cologny in Verbindung mit dem Schiller-Nationalmuseum Marbach und der Stiftung Museum Bärengasse Zürich. 2 Bde. Cologny 2000.

### Herausgeberschaft
- Wolfenbütteler Arbeiten zur Barockforschung
- Librarium. Zeitschrift der schweizerischen Bibliophilen-Gesellschaft
- Deutsche Barocklyrik. Gedichtinterpretationen von Spee bis Haller (Hrsg. Mit Alois M. Haas). Bern, München 1973
- Die Deutsche Akademie des 17. Jahrhunderts – Fruchtbringende Gesellschaft. (Zusammen mit Klaus Conermann). Tübingen 1991 ff.
- Deutsche Barock-Literatur (mit Friedhelm Kemp). München 1967–1992.